# Мукасово 1-ше
Мука́сово 1-ше (рос. Мукасово 1-е, башк. 1-се Моҡас) — присілок у складі Баймацького району Башкортостану, Росія. Входить до складу Мукасовської сільської ради.
Населення — 114 осіб (2010; 122 в 2002).
Національний склад:
- башкири — 99%